# Fleury (Mancha)
 Fleury  es una comuna y población de Francia, en la región de Baja Normandía, departamento de Mancha, en el distrito de Saint-Lô y cantón de Villedieu-les-Poêles. Está integrada en la Communauté de communes du Canton de Villedieu-les-Poêles.

## Demografía
| 689 | 658 | 611 | 639 | 786 | 760 |
| Para los censos de 1962 a 1999 la población legal corresponde a la población sin duplicidades (Fuente: INSEE [Consultar]) |     |     |     |     |     |